# Susanne Kathlen Mader

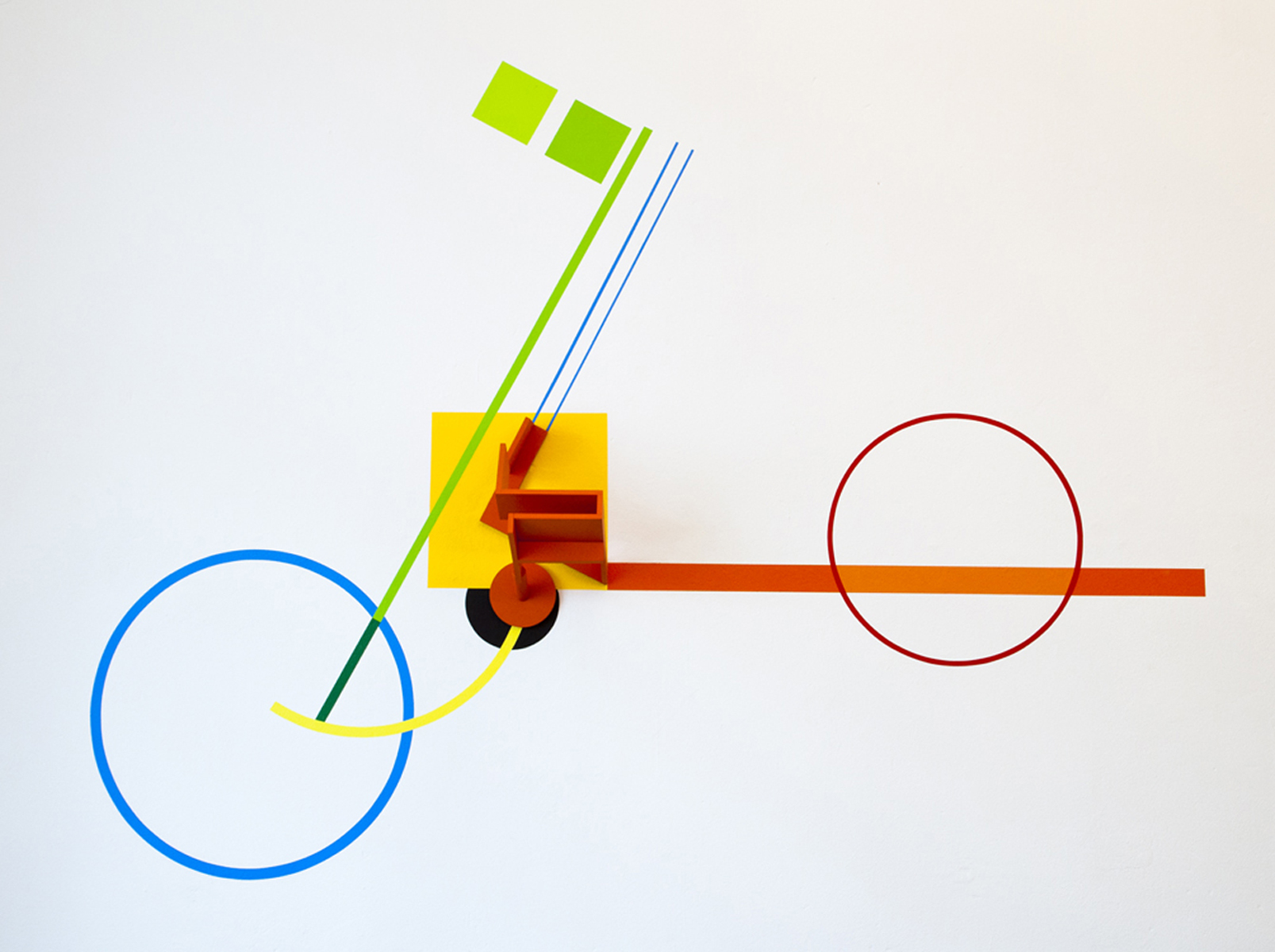
Susanne Kathlen Mader, Velo, wallpainting and sculpture combined, 2011

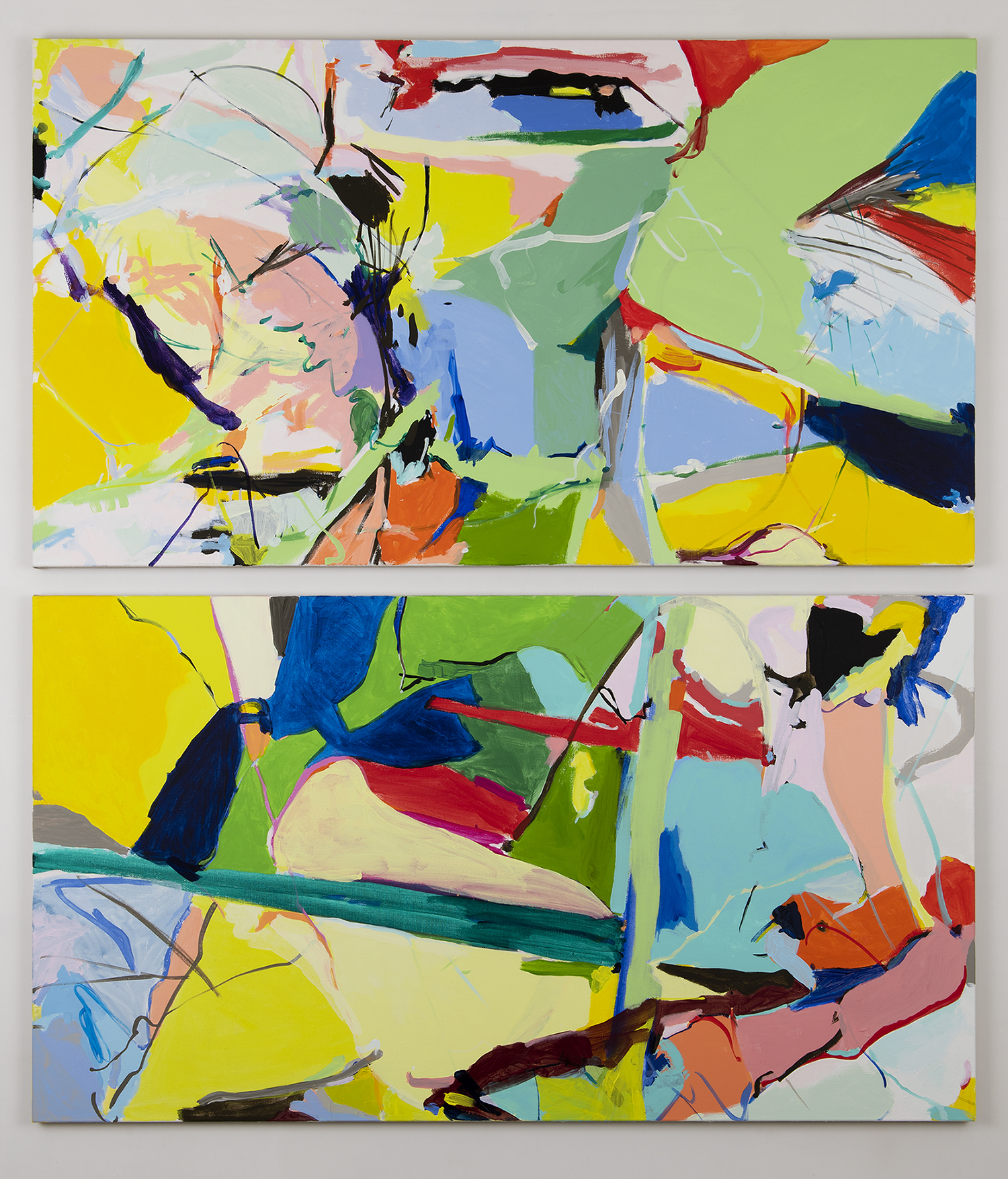
Susanne Kathlen Mader, Jardinage impromptu I, acrylic on canvas, 2019

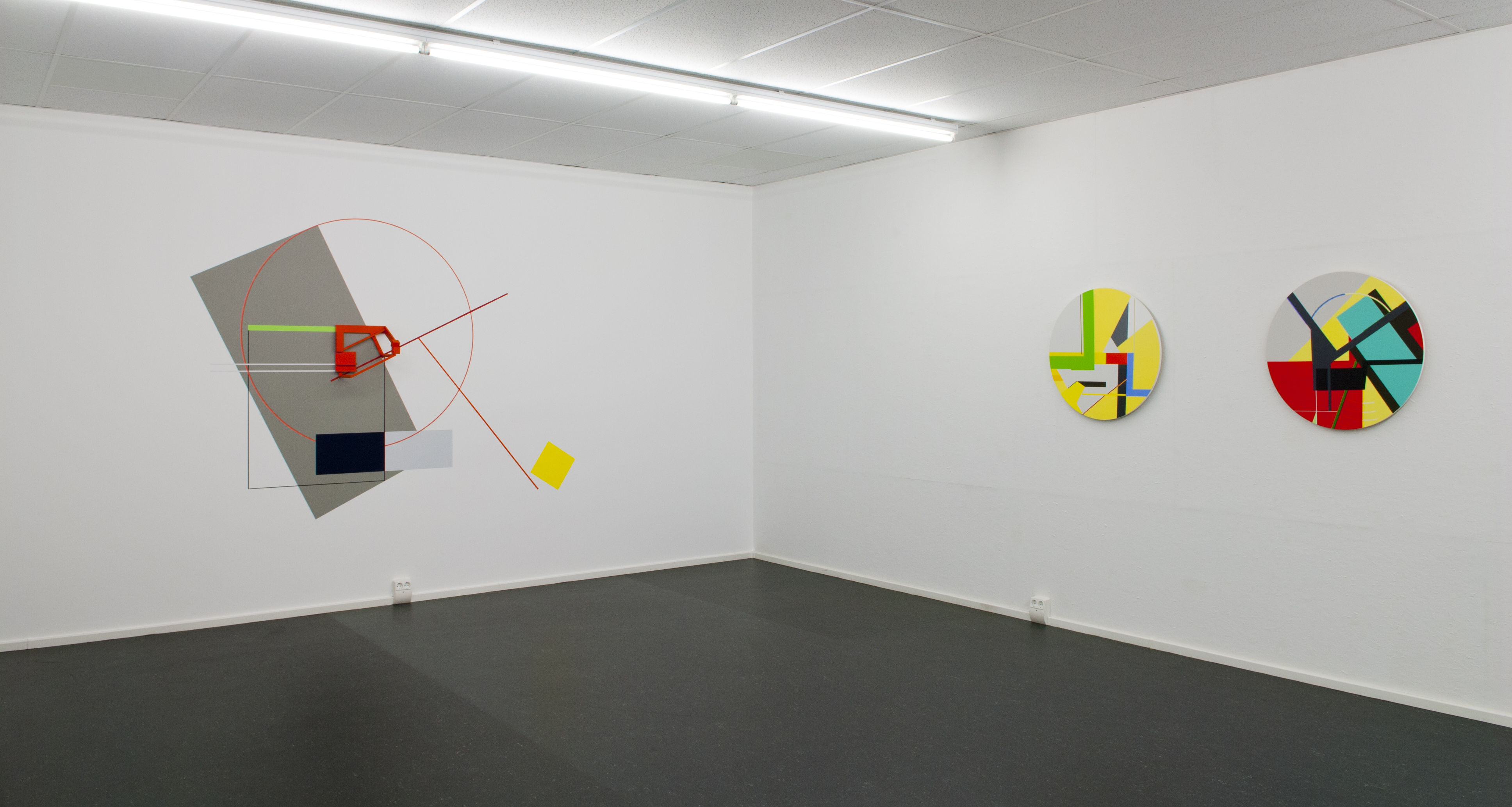
Susanne Kathlen Mader, Circularis, exhibition view, Museum Modern Art, Hünfeld 2011

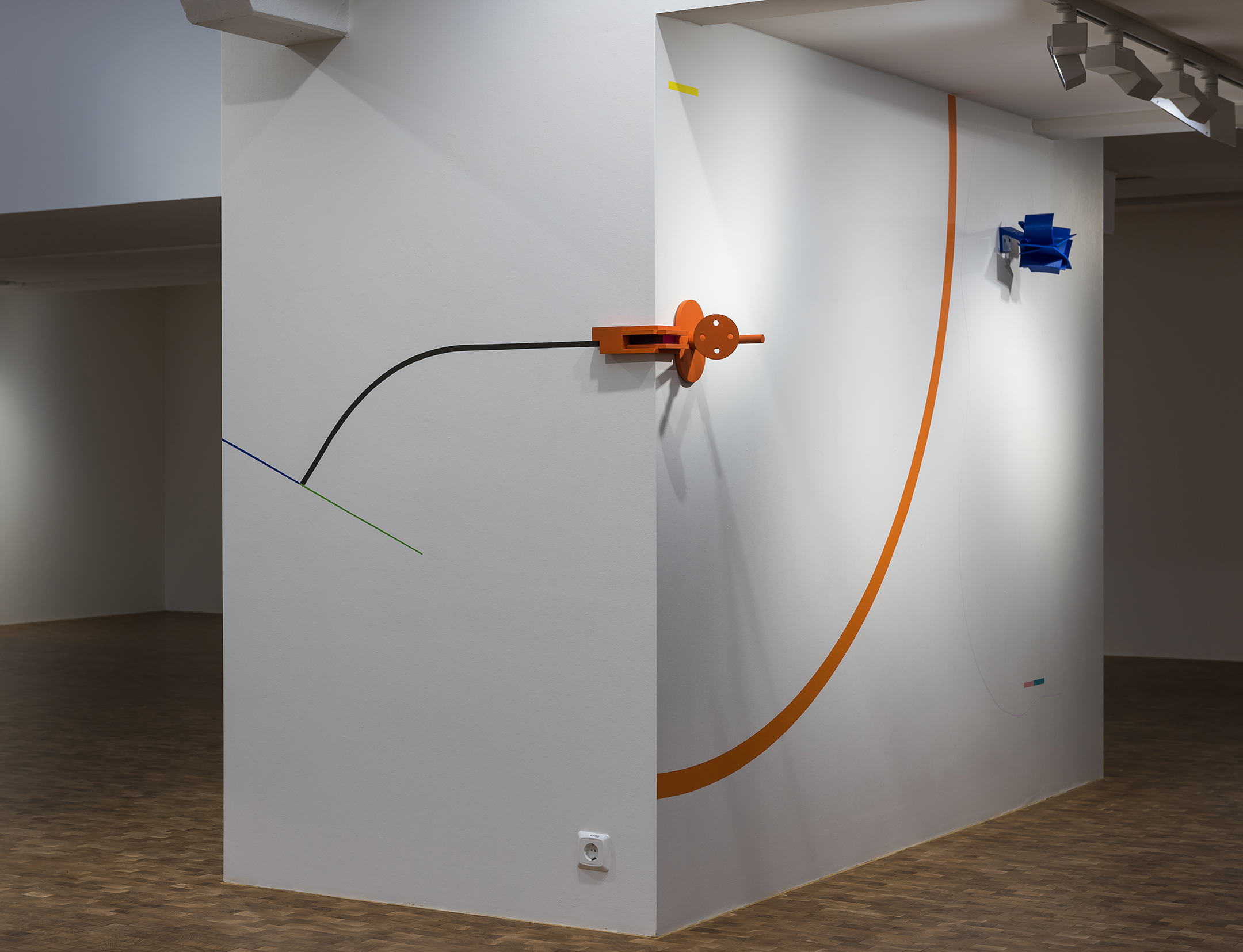
Susanne Kathlen Mader, wallpainting and sculptures combined, exhibition view, Ålesund Kunstforening 2018

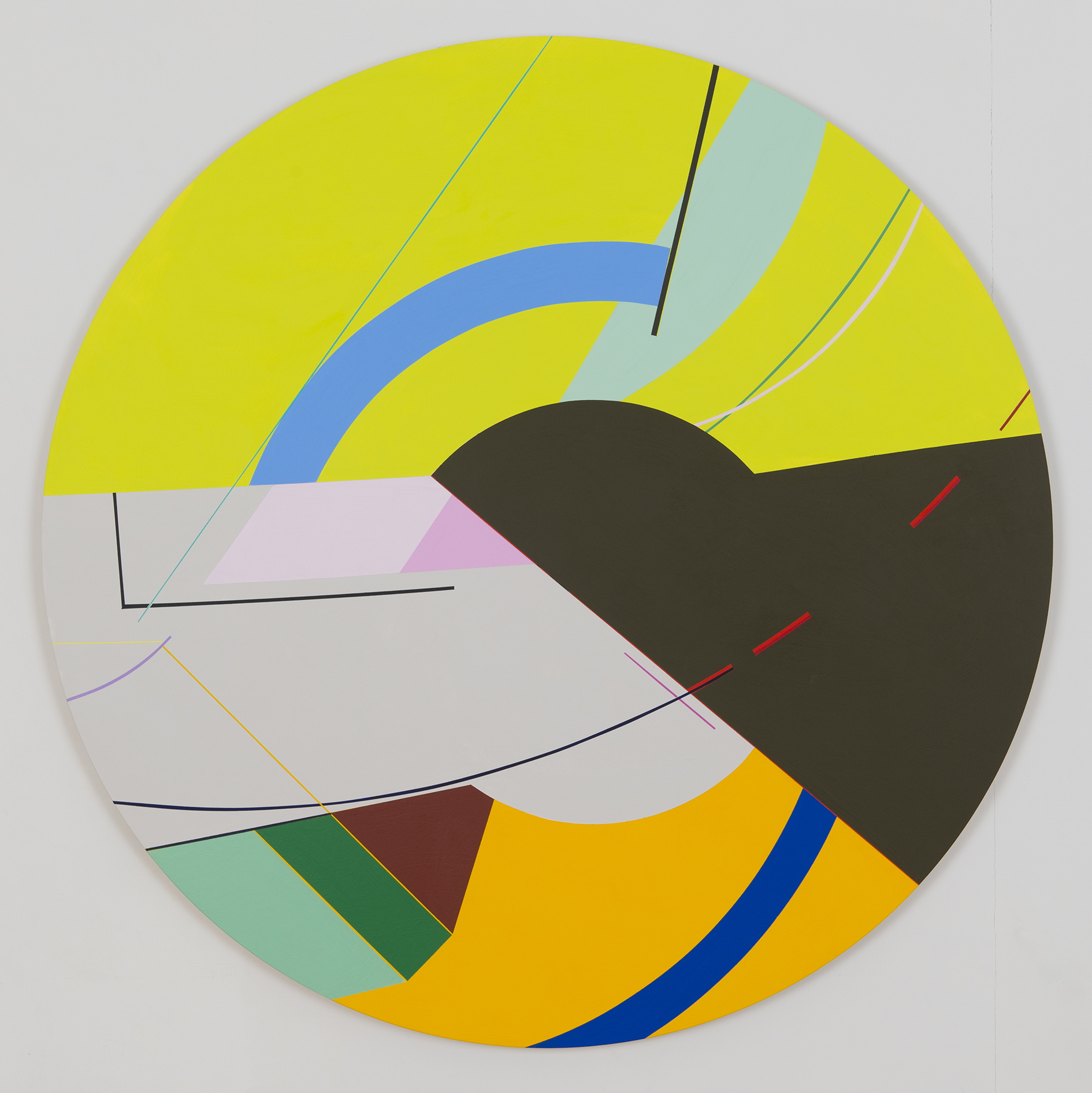
Susanne Kathlen Mader, La Serrure, acrylic on plywood, 2013

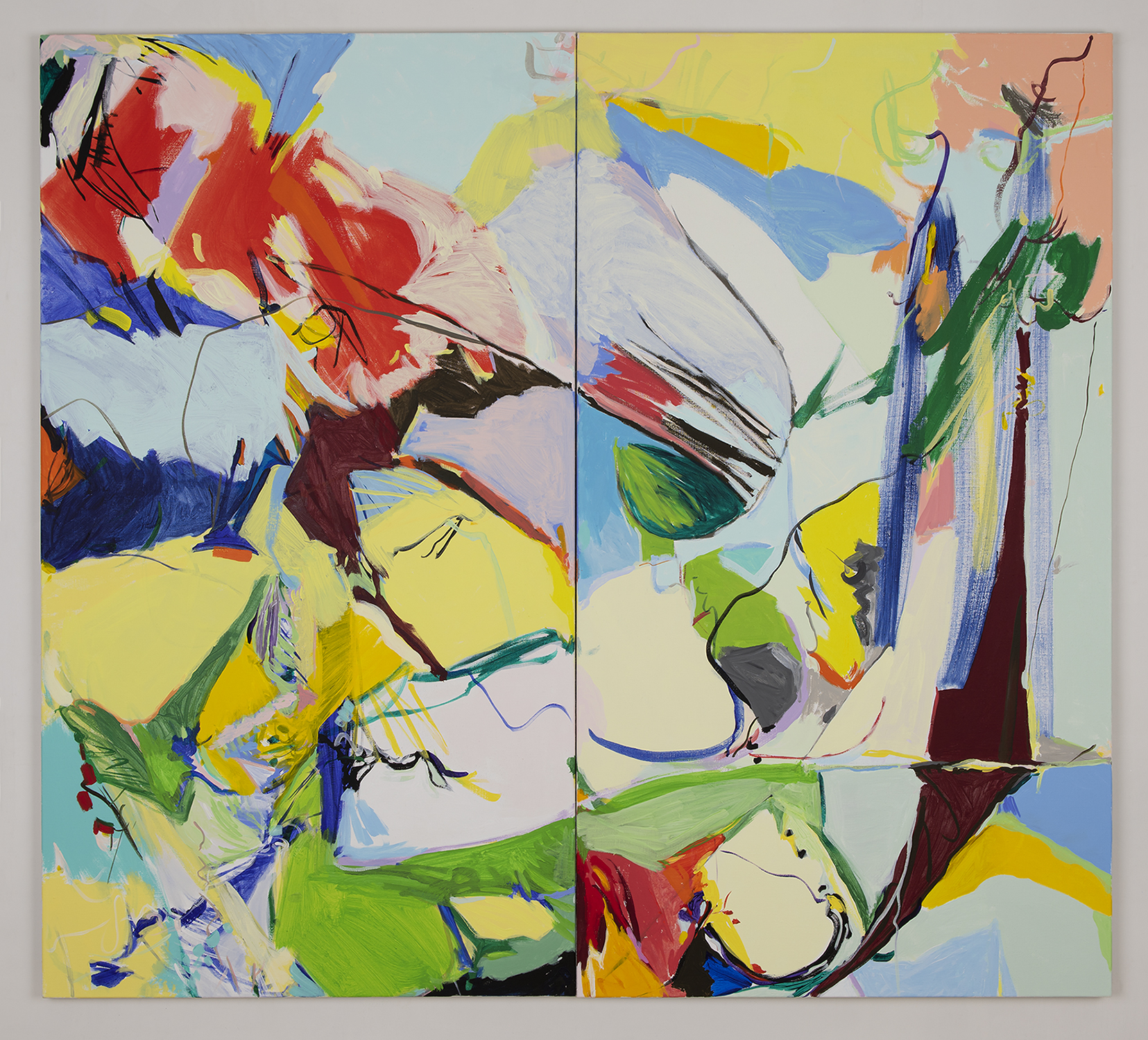
Susanne Kathlen Mader, Jardinage Impromptu V, acrylic on canvas, 2019

Susanne Kathlen Mader (* 1964 in Walsrode) ist eine deutsche abstrakte Malerin, die seit 1998 in Oslo lebt und arbeitet.

## Leben
Susanne Kathlen Mader studierte von 1984 bis 1991 an der Hochschule für Bildende Künste Braunschweig. Seit ihrer Studienzeit praktiziert sie Kampfsport und bekam 2017 den dritten Dan in Jiu Jitsu. Sie ist mit dem norwegischen Installationskünstler Kjell Varvin verheiratet.

## Werk
Mader lässt sich nicht von der unmittelbaren Realität inspirieren; vielmehr schafft sie geometrische Formen und Linien, die abstrakte Räume, Dimensionen und Zustände beschreiben.
Ihre Kunst steht in einer Tradition, die auf Malewitsch, der niederländischen De-Stijl-Bewegung und einer langen Reihe von konstruktivistischen und minimalistischen Künstlern zurückgeht. Vor allem ab Ende der 1990er Jahre weisen die Werke offenkundige Bezüge zu konstruktivistischen Strömungen des frühen zwanzigsten Jahrhunderts auf. Die Konzentration auf Primärfarben und geometrische Motive sind charakteristisch für Bauhaus und stilverwandten Bewegungen der 1920er Jahre.
Neben ihrer malerischen Arbeit im Atelier realisiert Mader öffentliche Kunst-am-Bau-Projekte. Ihr Œuvre umfasst sowohl digitale Grafiken als auch Malereien in unterschiedlichen Techniken und Skulpturen in verschiedenen Materialien. Inspiriert durch Kunst am Bau-Projekte beginnt sie ab 2000 dreidimensionale Ausdrucksformen zu erforschen und später Wandmalerei mit Skulptur zu kombinieren.
Seit 2008 verwendet Mader auch runde Platten als Bildträger für ihre Serien in Acrylfarben. Die außergewöhnlichen Formate vermitteln den Eindruck eines ständigen Rotierens freier Formen und Linien.
Mader stellt international aus, mit Beteiligungen an Biennalen und Einzelausstellungen in überregionalen Kunsthallen.

## Ausstellungen (Auswahl)
- 2018: Ålesund Kunstforening, Norwegen
- 2017: Farge møter linje, Zusammenarbeit mit Kjell Varvin Hå Gamle Prestegård, Nærbo, Norwegen
- 2016: Neuer Worpsweder Kunstverein, Zusammenarbeit mit Gesine Peterson, Worpswede
- 2015: Oslo Kunstforening, Norwegen
- 2014: Sandnes Kunstforening, Norwegen
- 2012: Nordnorsk Kunstnersenter, Svolvær
- 2012: Frauenmuseum, Bonn
- 2012: Non-Figuration, Edsvik konsthall, Sollentuna/ Stockholm, SchwedenPp
- 2011: Norsk Skulpturbiennale, Vigeland-Museum, Oslo, Norwegen
- 2011: Modern Art Museum, Hünfeld
- 2010: Sculpture and Object XV, Bratislava, Slowakei
- 2010: European Sculpture: Diversity and difference in practice, Grugliasco/Turin, Italien
- 2009: Tabakmagazin No 6, Stutensee, Deutschland
- 2008: Sculpture and Object XIII, Bratislava, Slowakei

## Öffentliche Sammlungen
- 2018: Statens helsetilsyn, Oslo
- 2016: Kunstsamling Sjøfartsbygningen Eiendom- og Investment AS
- 2015: Oslo Universitetets kunstsamling
- 2015: Telenor Kunstsamling
- 2014: NorgesGruppen
- 2009: Utenriksdepartementet
- 2009: Helsebygg Midt-Norge
- 2008: Forsvarsdepartementet
- 1999, 2004: Bærum Kommune: Bibliothek und Kulturhaus, Sandvika